# Hem till Midgård
Hem till Midgård är en svensk komediserie av Per Simonsson, Fredde Granberg, Johan Pettersson och Stefan Roos. De tre sistnämnda spelar själva i serien. Bland de övriga rollerna ses bl.a. Marko Lehtosalo och Sara Sommerfeld.
Inspelningen inleddes sommaren 2002 för sändning på TV4 med start den 27 januari 2003. Seriens första säsong visades på TV4 under 2003, den andra säsongen visades även den på TV4 under 2004.

## Handling
Serien kretsar kring den fiktiva byn Midgård, Nordens sista okristna ställe, belägen utanför Birka. Midgård är en liten by men ett ökänt rövarnäste bland lokalbefolkningen. Byns hövding, Snorre den Store, är ute på plundringståg med byns främsta män och ansvaret för Midgård ligger istället på hans aningen inkompetente son Lill-Snorre. Med sig har han sina vänner, en brokig skara av inte så smarta individer, och de försöker ta hand om byn efter bästa förmåga vilket inte går så bra.

## Roller

### Lill-Snorre
Ålder: ca 28 år. Spelas av Fredde Granberg
Ställföreträdande hövding i Midgård. Lill-Snorre tillbringar största delen av sin tid med att (försöka) plundra rika människor, och imponera på sin pappas f.d. slavinna Cassandra, som har blivit Lill-Snorres flickvän vilket oftast tenderar bli komplicerat. Trots sin roll som vikingahövding kräks Lill-Snorre så fort han ser blod, och blir sjösjuk när han åker båt - något som försvårar deras försök till plundringståg. Hans högsta dröm är att få byta namn till något mindre pinsamt - till exempel "Snorre den normalstore" - och sätta Midgård på kartan som en by med högre status och respekt än Birka.

### Cassandra
Ålder: ca 25 år. Spelas av Sara Sommerfeld
Lill-Snorres bortskämda flickvän, vilken trots att hon ursprungligen kom till Midgård som en slavinna, nu oftast får som hon vill och har tagit på sig rollen som hövdingafru och vill bli behandlad därefter. Cassandra vill ha lyxvaror som senaste modet, smycken och parfymer till Lill-Snorres förtret då byn alltid saknar pengar eftersom hans plundringståg och affärer sällan går så bra, dessutom vill hon att Lill-Snorre ska bli mer kristen och civiliserad. Cassandra har ett hett temperament, och blir ofta våldsam när Lill-Snorre inte gör som hon vill. Cassandra kommer ursprungligen från Bysans, men blev bortrövad därifrån av Snorre den Store (Lill-Snorres pappa), med vilken hon även hade en affär.

### Tyke Mörbult
Ålder: 28 år. Spelas av Marko "Markoolio" Lehtosalo.
Bärsärken Tyke är uppväxt i Midgård, men är den enda i gruppen som har en finlandssvensk dialekt. Vart han än går så har Tyke alltid med sig sin knölpåk. Tyke är allt annat än intelligent, refererar både till sig själv och till andra i tredje person, och dreglar konstant. Han blir extremt upprörd om någon gör narr av honom, eller kallar honom dum - han reagerar då oftast med våld, och sin standardreplik "Tyke inte dum!" Trots sin avsaknad av intelligens är Tyke otvivelaktigt den skickligaste och modigaste av de fyra rövarna, vilket dock inte säger så mycket, och även om hans styrka och våldsamma karaktär kan vara till fördel så ställer den lika ofta till trubbel. Lill-Snorre kallar honom ofta för "[sin] bäste man." I kontrast till sin våldsamma personlighet blir Tyke väldigt kärleksfull, fredlig och kramsugen när han dricker mjöd.

### Runar Tvålfager
Ålder: ca 28 år. Spelas av Johan Petersson.
Runar är gruppens muntre sexgalning, och den enda av de fyra rövarna som tvättar sig regelbundet och använder egengjort balsam. Generellt sett är han väldigt attraktiv, duktig på relationer, och en naturbegåvning på att förföra kvinnor, inklusive drottningen av Götaland, och Lill-Snorres mamma Anita. Runar är nästan lika intelligensbefriad som Tyke och tenderar att förstöra Lill-Snorres idéer med sina illa planerade kommentarer. Något Runar dock är bra på och gillar är att kväda.

### Halvdan Glappkäft
Ålder: cirka 28 år. Spelas av Stefan Roos.
En teoretisk, snål, pervers besserwisser som helst säger emot och vill höras. Halvdan kritiserar gärna Lill-Snorre öppet, och avslutar ofta sina elaka kommentarer med sitt ökända och oerhört gnälliga skratt. Han försöker konstant bevisa att han är bättre än Lill-Snorre, för att så småningom kunna ta över rollen som hövding över Midgård, och drar sig inte för att skvallra på Lill-Snorre om det gynnar honom själv. När Halvdan inte arbetar för att ta över byn så försöker han istället ersätta Runar som Midgårds sexsymbol - men med Halvdans bristande utseende och dåliga hygien är det ingen kvinna som vill ta i honom med tång. Det som många gånger har nämnts i serien är att Halvdan har ett onormalt umgänge med getter och djur i allmänhet. Han är den smartaste av Lill-Snorres män, men på grund av sin respektlösa och självbelåtna attityd är han även den minst omtyckta och därför också rövarbandets hackkyckling. Halvdan har en gång varit ihop med tyskan Heidi, till Runars förtvivlan. Det visar sig dock att hon bara dejtar honom för att straffa sina föräldrar som är swingers. Halvdan är även fegast i gruppen och försöker alltid dra sig ur precis när det är dags att anfalla vid plundringar.

### Gammelman
Ålder: ca 110-120 år. Spelas av Rolf Skoglund
Midgårds byäldste och gode, som enligt Halvdan har varit senil och snurrig i minst 30 år. Tack vare sin dåliga syn tog Gammelman en gång fel på vad han trodde var sin hatt, och vad som visade sig vara hans katt. Eftersom "hatten" var alldeles för trång för huvudet så var han tvungen att sprätta upp den lite och nu dekorerar han huvudet med sin uppsprättade katt. Gammelman sprider en vidrig stank omkring sig på grund av sin usla personliga hygien. Han bär ibland vid blotceremonier även ett gristryne över sin näsa. Tidigare var han Snorre den Stores rådgivare. Gammelmans främsta passion i livet är att blota kristna - till munken Petter Nicolaus stora skräck och förtret. Han tror också att hans läkningsmetoder, som är från järnåldern, fungerar. Men det visar sig vara fel när sveakungen får tandvärk och Gammelman "botar" honom genom att dra honom under en rotvälta.

### Rövhalt
Ålder: ca 50 år. Spelas av Per Morberg
Rövhalt är en rik köpman från Birka och Lill-Snorres främsta fiende. Han lyckas ofta bevittna Lill-Snorres misslyckanden, varpå han försöker övertala Cassandra att lämna Lill-Snorre och flytta till Birka med honom istället. Rövhalt fick sitt namn när han förlorade ena skinkan i tvekamp med Lill-Snorres far, Snorre den Store, vilket har resulterat i att Midgårdsborna ofta och gärna retas med honom. Orsaken bakom tvekampen var att de båda parterna ville ha Cassandra som sin egen. Rövhalts son Hilding dog en sorgesam död i första avsnittet efter att en lång träpåle penetrerat hans anus.

### Munken Petter Nicolaus
Ålder: ca 28 år. Spelas av Mikael Riesebeck
Petter Nicolaus är en ung munk som skickats till det kalla Norden som straff för en incident med påvens yngre systrar. Incidenten i sig är något som Petter Nicolaus inte vill gå in på i detalj, men han råkar försäga sig vid ett tillfälle, då han nämner att han hade samlag med de bägge systrarna. Hans uppgift är att konvertera hela Midgård till kristendomen. Innan det är avklarat så får han inte återvända till Rom. Uppdraget har dock visat sig vara svårt, eftersom majoriteten av Midgårdsborna fortfarande har sin tilltro till asagudarna. Petter Nicolaus blir dagligen trakasserad av Lill-Snorre och hans män, som finner stort nöje i att kalla honom för petter-niklas: det populära slanguttrycket för penis. Han har även hand om Midgårds pub där han tvingas göra mjöd.

### Snorre den Store
Ålder: ca 50 år. Spelas av Anders Ahlbom
Lill-Snorres pappa och före detta hövding av Midgård (medverkar endast i avsnittet "Mordet"). Han är känd för att ha bränt ner hela Paris och "satt på" halva Rom. Han menar själv att han har 7 söner och ser Lill-Snorre (som egentligen är den 8:e sonen) som sin dotter. Efter att han försvann med Lill-Snorres bröder under ett plundringståg fick Lill-Snorre ta över Midgård. Sitt namn har han fått på grund av sin enorma penis, vilket har orsakat diverse komplex hos Lill-Snorre.

### Anita
Ålder: ca 50 år. Spelas av Kim Anderzon
Anita är Lill-Snorres mamma, som lämnade Midgård i vrede efter att hon upptäckte förhållandet mellan Snorre den Store och slavinnan Cassandra. Under ett återbesök till Midgård hade Anita en snabb affär med Runar Tvålfager, vilket orsakade svartsjuka hos Halvdan, och äcklad chock hos Lill-Snorre. Detta till trots är Anita en klassisk mamma - pinsam, men vänlig.

### Get-Ottos änka
Ålder: 80-100 år.
Get-Ottos änka är en pervers gammal kvinna, som bor i utkanten av Midgård. Hon är kannibal och har både slagit och, i ett avsnitt, även haft Halvdan som sexslav. Cassandra är den enda i Midgård som tycker om Get-Ottos änka, och därför är hon också trevlig mot henne. Det sägs att hon åt upp Get-Otto, och en annan gång åt hon nästan upp Bodd-Jonar.

### Bodd-Jonar
Ålder: ca 20 år. Spelas av Paul Tilly
Bodd-Jonar (medverkar endast i avsnittet "Spolingen") är son till en köpman från Birka. Då Bodd-Jonars far anser att hans son blivit en bortskämd storstadspojke anlitar han Lill-Snorre och hans män för att lära Bodd-Jonar hur man beter sig som en "riktig man". Pengarna som Lill-Snorre skulle få om uppdraget utfördes korrekt skulle gå till att laga Midgårds trasiga brygga, något som Cassandra tjatat om under en lång tid. Uppdraget visar sig dock vara outförbart, då Bodd-Jonar är både klenare och fegare än vad någon av de fyra vikingarna förväntat sig. Bodd-Jonar blir således kidnappad av Get-Ottos änka under ett misslyckat försök till plundringståg, och blir nästan uppäten innan han räddas av Lill-Snorre och hans män. I slutet av avsnittet ramlar Bodd-Jonar på en uppstickande planka i den trasiga bryggan och avlider, vilket resulterar i att Lill-Snorre blir utan betalning.

### Drängen
Ålder: ca 20 år. Spelas av Calle Stjernlöf
Drängen är bara med i ett avsnitt (Bananerna i säsong 2). Han är ett fyllo, kommer från "gnällbältet", och Lill-Snorre och hans män kallar honom för "miffot". Han har långt hår och har dödat sin husbonde.

### Tuva-Lisa
Ålder: ca 28 år. Spelas av Vanna Rosenberg
Tuva-Lisa är en kvinnlig viking som är med i avsnittet "Sköldmön" i säsong 2. Efter att hon har slagit ner Lill-Snorre, Runar och Halvdan blir Tyke kär i henne. Efter att Tyke har försökt charma henne och fått några slag av henne blir han rasande och börjar slå på Lill-Snorre, Runar och Halvdan, så att även Tuva-Lisa blir kär i honom. Tyke flyttar sedan från Midgård till Tuva-Lisas hus, som ligger lite utanför Midgård. I slutet av avsnittet gör Tuva-Lisa dock det stora misstaget att kalla Tyke dum, varpå han slår henne i huvudet och flyttar tillbaka till Midgård.

### Igor
Ålder: ca 40 år. Spelas av Magnus Samuelsson
Igor är en karaktär, spelad av Magnus Samuelsson och är endast är med i ett avsnitt i serien. I det fjärde avsnittet av säsong ett, som heter ”Ultimate Fighting” hämtas Igor in som en värdig motståndare till byns bärsärk Tyke Mörbult. Igor är en blodtörstig jätte från Sibirien, och beskrivs som ondskan själv av sin ägare (Jakob Öqvist). Igor fick under sin uppväxt aldrig uppleva ömhet från sin mor, utan blev istället uppfostrad med hat och ilska. Igor hämtas från Sibirien till Sverige av Rövhalt och skall vara hans kämpe i boxningsringen. Rövhalt har motivet att besegra Tyke i en boxningsmatch och på så sätt vinna Cassandra åt sig själv.

## Avsnitt

### Säsong 1

#### Mordet
Gästroll: Snorre den Store (Anders Ahlbom)
Hövdingasonen Lill-Snorre har blivit ihop med sin pappas slavinna Cassandra, som han var satt att vakta. Just som Lill-Snorre ska avslöja deras romans, så får de besök av Rövhalt, som menar att Snorre den Store är död och att Cassandra därför ska giftas bort till hans son Hilding. Dagen därpå hittas Hilding dräpt på dass.

#### Arvet
Gästroller: Släktingarna: (Sten Elfström och Mona Seilitz)
Lill-Snorre och grabbarna har slagit ner ett par i skogen utan att få tag på något mer än en hundvalp och en klänning. Och när Lill-Snorre får veta att två av hans släktingar ska komma för att diskutera ett arv med honom, så inser han till sin fasa, att dessa två är de, som han slagit ner med sina grabbar.

#### Spolingen
Gästroller: Bodd-Jonar (Paul Tilly) och köpmannen (Jan Nyman)
Lill-Snorre ser sin chans att göra lättförtjänta pengar, då han stöter på en köpman, som vill att de ska göra karl av hans son Bodd-Jonar. Cassandra är skeptisk och menar att han aldrig kommer att lyckas, eftersom han inte är någon karl själv. Snart har Lill-Snorre ingått ett vad med Cassandra. Om han lyckas, så ska han få en het kärleksnatt med henne, då han får göra vad han vill, men om han inte lyckas, så måste han gå och shoppa med henne i Birka en hel dag.

#### Ultimate Fighting
Gästroll: Igor (Magnus Samuelsson).
Lill-Snorre vill bräda Rövhalts tuppfäktning och anordnar en vadslagning, där bestar från trakten får utmana Tyke i slagsmål, och allt går över förväntan tills folket, som inser att Tyke är överlägsen, bara satsar på honom. Den girige Halvdan föreslår då att Lill-Snorre ska satsa på motståndaren, medan Tyke ska lägga sig, något som dock verkar omöjligt. Tyke får också möta Igor, Rövhalts best från Sibirien, i den matchen råkar Runar ge Tyke mjöd. Den matchen går till historien.

#### Munken
Lill-Snorre har till sin stora fasa glömt att det är dags för det traditionella nyårsblotet hos Gammelman. Enligt traditionen anstår det byns hövding att skaffa fram ett kristet blotoffer. Till Lill-Snorres förvåning och lättnad hittar han en munk i långhuset. Dessvärre visar sig detta vara en vän till Cassandra. Lill-Snorre måste nu försöka rädda munken från att blotas.

#### Skattkistan
Lill-Snorre får av munken nys om en ovärderlig kristen skatt, som finns i Birka. Han bestämmer sig för att åka dit och plundra med grabbarna. Dessvärre vill Cassandra åka dit på marknad, och snart har Lill-Snorre dubbelbokat sig.

#### Stripporna
Gästroll: Chefsstrippan (Anna-Lena Strindlund)
Lill-Snorre lyckas ännu en gång gräva en grop åt sig själv, när han i ett försök att stoppa Rövhalts framgång i restaurangbranschen påstår att Midgårds egna krog, "Balders Inn", är asapoppis och har knökfullt varje kväll. Han ber sina män att ragga folk till deras krog inför Rövhalts kommande inspektion av den påstådda publiksuccén. För att göra stället mer attraktivt fixar grabbarna på egen hand tre strippor.

#### Sveakungens Tandvärk
Gästroll: Sveakungen (Leif Andrée)
Midgårds ekonomi är som vanligt körd i botten, och Lill-Snorres män klagar med knorrande magar. Som en skänk från ovan anländer den mäktige Sveakungen och erbjuder en riklig belöning till den, som kan bota hans djävulska tandvärk. Lill-Snorre gör misstaget att skicka munken som tandläkare. Kungen hatar nämligen kristna, eftersom tandvärken började efter att han låtit döpa sig och Lill-Snorre gör sedan det ännu större misstaget att låta Gammelman behandla tandvärken.

#### Guldsmycket
Gästroller: Gert (Patrik Larsson), Bert (Andreas Tottie) och Torulf (Jarmo Mäkinen)
Lill-Snorre håller som bäst på att fira Cassandras födelsedag, då Rövhalt kommer haltande och ger henne ett maffigt silversmycke. Lill-Snorre kan inte hålla tyst, utan påstår att han faktiskt köpt ett gigantiskt guldsmycke, som han ska hämta hos guldsmeden. När han beklagar sig över sin lögn på Balders Inn, så framträder en tjuvlyssnande gäst. Han erbjuder sig att leda dem till ett gigantiskt guldsmycke, om de hjälper honom få hämnd på en före detta kollega.

#### Drottningen
Gästroller: Drottningen (Carina Lidbom) och kungen (Göran Forsmark)
Rövhalt gör ett hembesök hos Lill-Snorre för att driva in en skatteskuld åt jarlen i Birka. För att slippa straffet, en påle i röven, samlar hövdingasonen in för försäljning de benrangel till kreatur som springer runt i byn, inklusive Stinas lilla kanin. Oturligt nog kommer kung Kålle av Götaland förbi med sin armé och kräver en matorgie, för han och drottningen Ada är mycket hungriga.

#### Trälen
Gästroller: Rodrigo (Rafael Edholm) och trälförsäljaren Galne Gunnar (Ted Åström)
Petter Nikolaus har latinlektioner med Cassandra, och Lill-Snorres svartsjuka är avgrundsdjup. Han får ett tips av Halvdan och Runar att byta ut den sexfixerade munken mot en ful, latintalande träl. Men trälen Rodrigo, som han köper, visar sig vara en före detta pojkvän till Cassandra från Konstantinopel, en ursnygg hunk som dessutom blir populär bland alla.

#### Magistratet
Gästroller: Magistratet (Carl-Magnus Dellow), Hallicken Bödvar (Valerio Amico)
Äntligen har Lill-Snorre en chans att bli av med Petter Nikolaus. Ett magistrat från Rom ska komma upp och utvärdera munkens korståg. Det gäller då att byn är kristen, annars får han inte åka hem. Lill-Snorres män kan tänka sig låtsas vara kristna, om de får tjejer. Nu börjar en intensivkurs i kristendom, som självklart går uruselt. Problemen förstärks dessutom av att Lill-Snorre misstar magistratet för en hallick, som ska komma med mut-horor till männen.

### Säsong 2

#### Morsan
Gästroll: Lill-Snorres mamma (Kim Anderzon)
Lill-Snorres mamma Anita besöker byn. Hon förmådde inte komma tillbaka under tiden Snorre den Store var hövding, då han varit otrogen med "den orientaliska slynan" Cassandra. Lill-Snorre inser att det innebär problem att Cassandra är kvar i byn, och det är precis som vanligt inte heller det enda problemet, som han måste tampas med.

#### Badplatsen
Rövhalt har invigt Nordens första badstrand. Han utlyser en tävling i strandboll, och priset är en hel kista med guld. Cassandra vill anmäla sig själv och Lill-Snorre till tävlingen, men han avvisar förslaget, eftersom han och hans män istället planerar att sno guldet.

#### Yoko Ono
Lill-Snorres män börjar tycka att Lill-Snorre har blivit "en riktig kärring", då han enligt dem hellre vill vara med Cassandra än med dem. Lill-Snorre försöker vinna tillbaka sina mäns förtroende genom ett plundringståg. Ett plundringståg, som olyckligtvis Cassandra vill följa med på.

#### Tyskarna
Lill-Snorre har fått en idé hur byn ska få in guld, att hyra ut rum. Efter att ha läst en annons i Dagsrunan kommer den förmögna tyska familjen Käse von Käse till Midgård. De betalar i efterskott, men bara om de får lugn och ro. Det blir inte lätt för Lill-Snorre att göra vistelsen tyst och harmonisk, när Tyke vill spela sin välkomstmarsch, och Runar och Halvdan försöker förföra Heidi, gästernas dotter.

#### Blåsningen
Gästroller: Familjen Bökstierna (Fredrik Dolk och Karin Bjurström)
Lill-Snorre har beställt en hästförsäljare i Birka att komma till Midgård, och då planerar Lill-Snorre med sina män slå ner försäljaren och sno hästarna. Men samtidigt tvingar Cassandra Lill-Snorre att åka till den rika familjen Bökstierna i Birka, och då ger Lill-Snorre tillfälligt över hövdingaplatsen till sina korkade män.

#### Gammelmans skatt
Gammelman känner sig svag och döende, och vill inte ligga i sin säng och ruttna bort. Istället ber han Lill-Snorre och hans gäng att ta med honom på en sista resa, för att gräva upp en gammal skatt, som han grävde ner i sin ungdom.

#### Bananerna
Gästroll: Birkabon (Johan Wahlström)
En Birkabo kommer till Midgård och ber om livvakter till en släkting från Frankland, som ska komma till Birka. Lill-Snorre och hans män ställer genast upp, men uppdraget blir förstås inte så enkelt, som det låter.

#### Frillan
Gästroller: Sveakungen (Thomas Hedengran), drottningen (Katrin Sundberg)
Sveakungen har varit otrogen mot drottningen med en 16-årig bimbo. Lill-Snorre får det ärofyllda uppdraget att vakta kungens älskarinna, eftersom drottningen aldrig skulle sätta sin fot i en håla som Midgård. Tyvärr tänkte drottningen detsamma om kungen, och har valt att bo hos Cassandra och Lill-Snorre tills kungen ångrat sin otrohet. Lill-Snorre får det tufft att slutföra uppdraget.

#### Hemmet
Gästroll: Syster Rakel (Görel Crona)
Cassandra tvingar Lill-Snorre att skicka Gammelman till ett ålderdomshem för kristna Birkapensionärer. Lill-Snorre lyckas lura iväg Gammelman till hemmet genom att säga att det är ett stridsläger för strid mot den danske kungen. När han åkt iväg hånar Halvdan Lill-Snorre med att berätta att Gammelman tänkte göra en ceremoni, som inte bara skulle göra honom till officiell hövding, utan också ge honom ett nytt namn, Snorre den Normalstore. Då får Lill-Snorre dåligt samvete och går till Birka för att rädda Gammelman.

#### Middagen
Gästroll: Hovmästaren (Ola Forssmed)
När Lill-Snorre och hans män är ute på havet kommer en birkabo i en eka och påstår att Midgårds folk är de dummaste som finns. Det tål inte Tyke, som slår ner honom och hittar 40 guldmynt. När Cassandra får veta det kräver hon att Lill-Snorre skall bjuda henne på en middag på Birkas dyraste restaurang, Tre Hängda Munkar, medan de andra männen tänker göra ett storköp, ett långskepp.

#### Sköldmön
Gästroll: Tuva-Lisa (Vanna Rosenberg)
Tyke är deppig, och inte ens en vikingarnas raptävling får honom på humör. Han kommenterar det som att det saknas någonting i hans liv. Vad som saknats visar sig snabbt, då han träffar den brutala vikingatjejen Tuva-Lisa och direkt blir förälskad.

#### Båtrejset
Gästroll: Båtmekanikern (Johan Hedenberg)
Ett legendariskt båtrace mellan Birka och Midgård ska gå av stapeln, något som Lill-Snorre självklart glömt bort totalt. Midgård har vunnit tävlingen 128 år i rad, men nu när Lill-Snorre tagit över som byns hövding är Rövhalt övertygad om att hans Birkalag kommer att vinna. Det ser mörkt ut för Midgård, då Lill-Snorre och hans tappra män möter motgång efter motgång.